# Edinbane
Edinbane (Schots-Gaelisch: An t-Aodann Bàn) is een dorp in de Schotse lieutenancy Ross and Cromarty in het raadsgebied Highland op het eiland Skye, ongeveer 23 kilometer van Portree en ongeveer 13 kilometer van Dunvegan.